# Le Causé
Le Causé är en kommun i departementet Tarn-et-Garonne i regionen Occitanien i södra Frankrike. Kommunen ligger i kantonen Beaumont-de-Lomagne som tillhör arrondissementet Castelsarrasin. År 2022 hade Le Causé 131 invånare.

## Befolkningsutveckling
Antalet invånare i kommunen Le Causé
| Referens: INSEE |